# تردد أساسي

اهتزاز وركود الأمواج في مثال الحبل المعلق. يظهر في الأعلى التردد الأساسي وستة ترددات فوقية.

التردد الأساسي هو أقل تردد له شكل موجي لإشارة دورية. بالنسبة لتراكب منحنيات الجيب (مثل متسلسلة فورييه) فإن التردد الأساسي هو أقل تردد جيبي في المجموع.
يرمز أحياناً للتردد الأساسي بالرمز f0 (أو FF) للإشارة إلى بدء الترقيم من الصفر. ولكن في سياقات أخرى يرمز للتردد الأساسي f1، حيث أنه التوافق الأول. بناء على ذلك، التوافق الصفري سيكون 0 هرتز.